# Evgenij Čigišev
Evgenij Aleksandrovič Čigišev (in russo Евгений Александрович Чигишев?; Novokuzneck, 28 maggio 1979) è un ex sollevatore russo.
Specializzato nelle categorie dei pesi massimi (fino a 105 kg.) e dei pesi supermassimi (oltre 105 kg.), ha partecipato a due edizioni dei Giochi olimpici: Sydney 2000 e Pechino 2008.

## Carriera
Evgenij Čigišev ha iniziato a mettersi in mostra a livello internazionale già dalle categorie junior e ha esordito da senior ai campionati europei di Sofia 2000, vincendo subito la prova di strappo nei pesi massimi e terminando al 5º posto nel totale e nella classifica finale. Lo stesso risultato finale lo ha ottenuto qualche mese dopo ai Giochi olimpici di Sydney 2000, dove ha totalizzato 415 kg.
L'anno seguente è riuscito a incrementare le proprie prestazioni e a vincere la medaglia d'oro ai campionati europei di Trenčín con 422,5 kg, battendo il polacco Szymon Kołecki e l'ungherese Zoltán Kovács, grazie soprattutto al grande vantaggio acquisito sugli avversari nella prova di strappo.
Dopo una prolungata assenza dalle pedane, Čigišev è tornato alle competizioni in occasione dei campionati europei del 2003 a Loutraki, passando nella categoria superiore dei pesi supermassimi e vincendo la medaglia d'oro con 447,5 kg. Nello stesso anno ha concluso al 4º posto ai campionati mondiali di Vancouver con 435 kg.
Dopo un altro periodo di pausa dalle competizioni, nel 2005 ha partecipato ai campionati europei di Sofia, vincendo la medaglia d'argento con 447,5 kg, battuto per 2,5 kg dal lettone Viktors Ščerbatihs. Qualche mese più tardi, ha vinto la medaglia d'argento ai campionati mondiali di Doha, sollevando 457 kg dietro l'iraniano Hossein Rezazadeh.
Nel 2007 ha vinto dapprima la medaglia d'argento ai campionati europei di Strasburgo con 435 kg, battuto nuovamente da Ščerbatihs, alcuni mesi dopo ha vinto un'altra medaglia d'argento ai campionati mondiali di Chiang Mai con 441 kg, battuto ancora una volta da Ščerbatihs per un chilogrammo.
L'anno seguente nel mese di aprile ha vinto la medaglia di bronzo ai campionati europei di Lignano Sabbiadoro con 442 kg. Successivamente, nel mese di agosto, ha partecipato ai Giochi olimpici di Pechino 2008. In questa gara Čigišev si trovava in testa alla classifica con un buon margine prima dell'ultima alzata nella prova di slancio, quando il sollevatore austriaco naturalizzato tedesco Matthias Steiner, secondo classificato ai precedenti campionati europei e secondo in classifica a quel momento, ha aggiunto 10 kg alla precedente alzata e con questa performance è riuscito a sopravanzare Čigišev di 1 kg. La medaglia d'oro è andata a Steiner con 461 kg. nel totale, quella d'argento a Čigišev (460 kg.) e quella di bronzo a Ščerbatihs (448 kg.).
Dopo Pechino è tornato alle gare in occasione dei campionati europei di Minsk nel 2010, vincendo la medaglia d'oro con 440 kg, battendo l'armeno Ruben Aleksanyan e il campione olimpico Matthias Steiner. Lo stesso anno ha partecipato ai campionati mondiali di Antalya, non riuscendo a classificarsi per aver fallito i tre tentativi nella prova di slancio, dopo aver terminato in testa la prova di strappo.
Čigišev ha concluso nel 2012 la sua carriera agonistica, durante la quale, come peso supermassimo che aveva un peso corporeo oscillante tra 120 e 125 kg, ha dovuto contrastare avversari molto più pesanti di lui, compensando la minor potenza con la tecnica di sollevamento, in particolare nella prova di strappo.